# Ketsch
Ketsch település Németországban, azon belül Baden-Württembergben. Lakosainak száma 13 141 fő (2023. december 31.).

## Népesség
A település népessége az elmúlt években az alábbi módon változott:
| Lakosok száma | 6471 | 8334 | 10 148 | 11 646 | 12 069 | 12 572 | 13 014 | 12 837 | 12 576 | 13 141 |
|               | 1961 | 1967 | 1974   | 1980   | 1987   | 1993   | 2000   | 2006   | 2013   | 2023   |